# Plexechinus aoteanus
Plexechinus aoteanus is een zee-egel uit de familie Plexechinidae.
De wetenschappelijke naam van de soort werd in 1974 gepubliceerd door Donald George McKnight.